# Akademia Dyplomatyczna MSZ Federacji Rosyjskiej

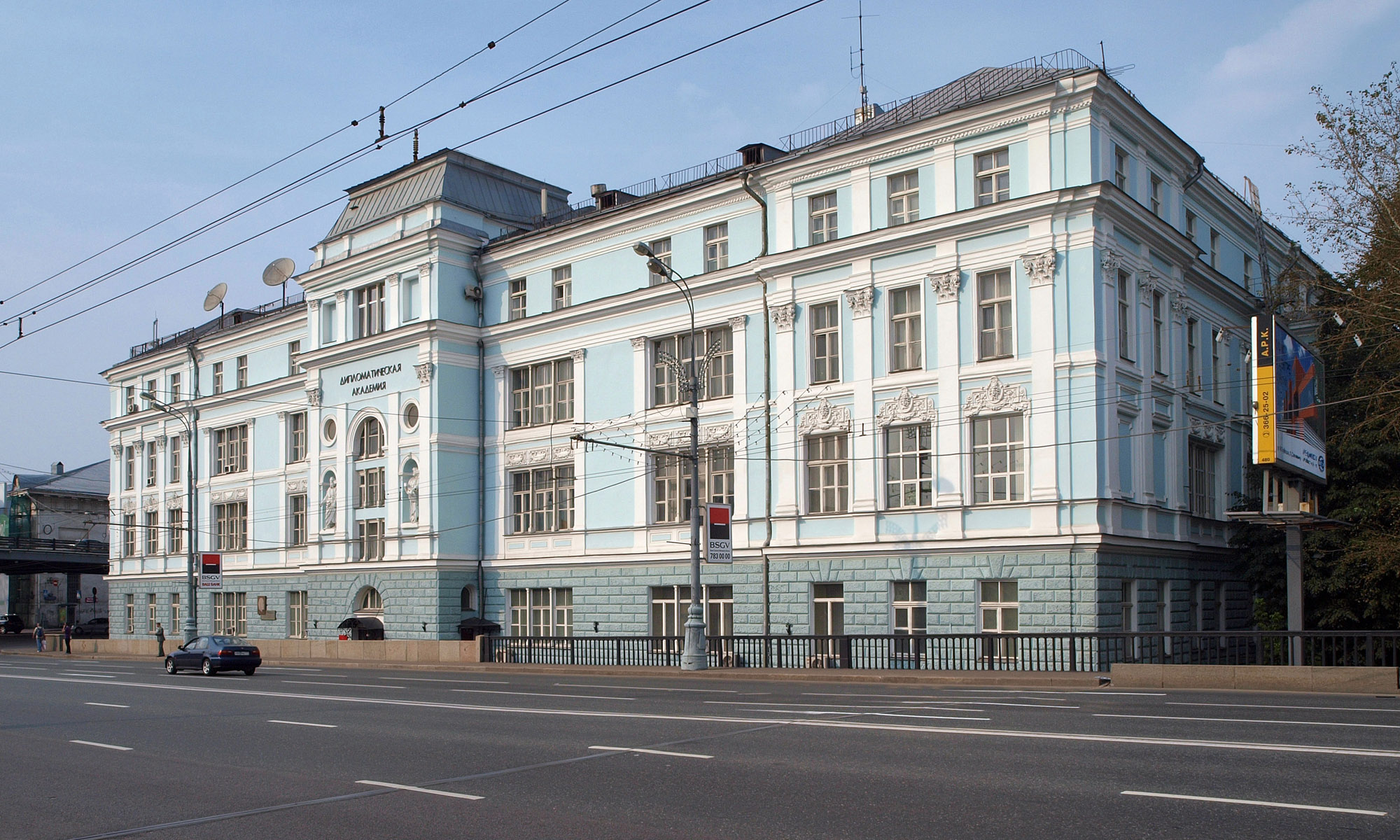
Siedziba Akademii Dyplomatycznej MSZ FR w Moskwie

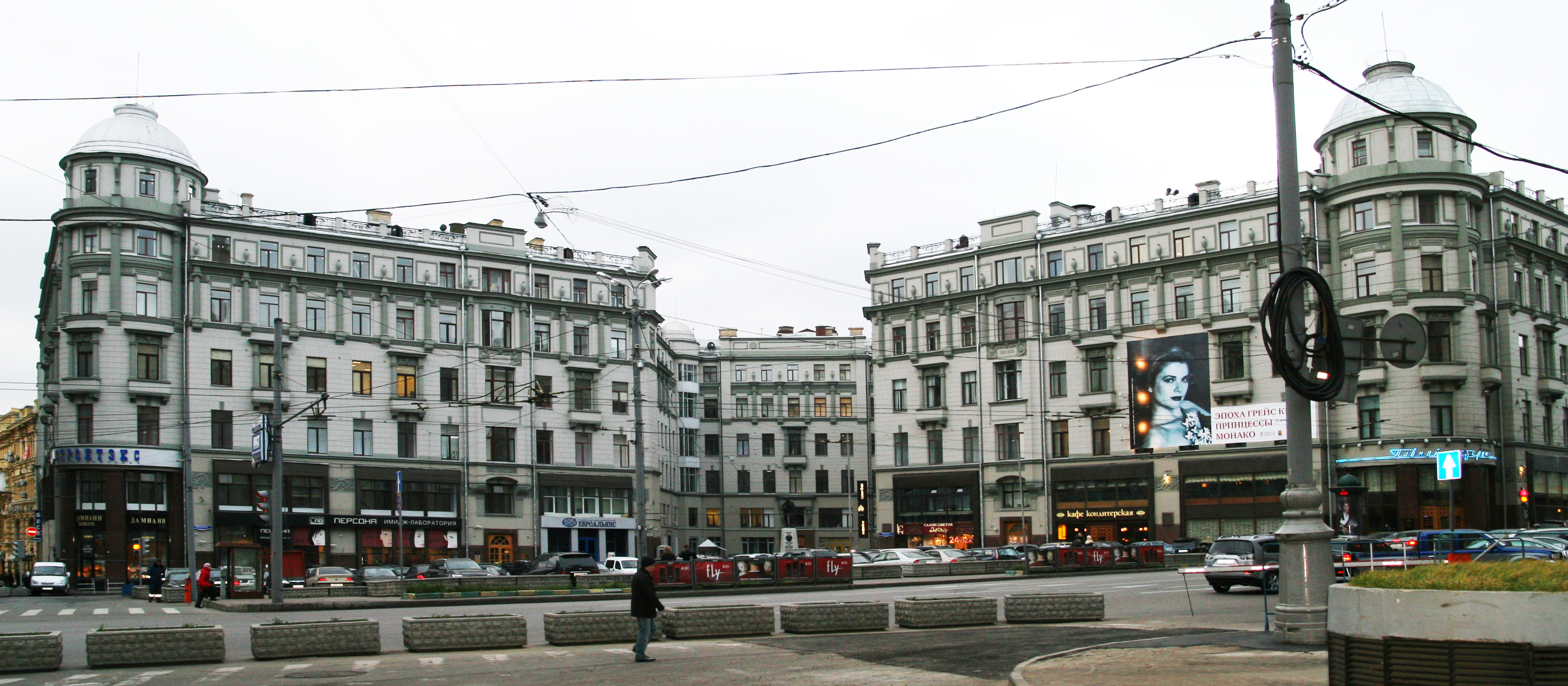
Była siedziba Ludowego Komisariatu, a następnie Ministerstwa Spraw Zagranicznych ZSRR, również ówczesnego Instytutu przygotowywania pracowników dyplomatycznych i konsularnych (1934-1939), następnie Wyższej Szkoły Dyplomatycznej (1939-1952)

Akademia Dyplomatyczna Ministerstwa Spraw Zagranicznych Federacji Rosyjskiej (ros. Дипломатическая академия Министерства иностранных дел Российской Федерации) – rosyjska uczelnia przygotowująca specjalistów w zakresie stosunków międzynarodowych.

## Historia
Założona w 1934 przez ówczesny Ludowy Komisariat Spraw Zagranicznych ZSRR jako Instytut przygotowywania pracowników dyplomatycznych i konsularnych (Институт по подготовке дипломатических и консульских работников). W 1939 uczelni zmieniono nazwę na Wyższą Szkołę Dyplomatyczną (Высшая дипломатическая школа), w 1974 na Akademię Dyplomatyczną MSZ ZSRR (Дипломатическая академия МИД СССР), zaś w 1991 na Akademię Dyplomatyczną MSZ Federacji Rosyjskiej.
W okresie Imperium Rosyjskiego kadry dla dyplomacji przygotowywało od 1811 Liceum Imperatorskie w Carskim Siele (Императорский Царскосельский лицей), od 1843 do 1917 Liceum Aleksandrowskie (Александровский лицей) w Petersburgu.
W okresie ZSRR akademia była tajną uczelnią, nie informował o niej żaden informator czy książka telefoniczna.
Ukończyło ją ponad 8000 absolwentów; np. 1/3 obecnych pracowników resortu spraw zagranicznych.

## Wydziały
- Wydział Stosunków Międzynarodowych (Факультет международных отношений)
- Wydział Gospodarki Światowej (Факультет мировой экономики)
- Wydział Podwyższania Kwalifikacji (Факультет повышения квалификации)
- Instytut Aktualnych Problemów Międzynarodowych (Институт актуальных международных проблем)
- Muzeum Służby Dyplomatycznej (Музей дипломатической службы)

## Siedziba
Pierwsza siedziba uczelni mieściła się w budynku dochodowym Pierwszego Rosyjskiego Towarzystwa Ubezpieczeń (Доходный дом Первого Российского страхового общества) z 1906 przy ul. Kuzniecki Most 21/5 i Bolszaja Łubianka 5/21 (Улица Кузнецкий Мост, 21/5 – Большая Лубянка, 5/21), ówczesnej siedzibie Ludowego Komisariatu, a następnie Ministerstwa Spraw Zagranicznych ZSRR (1934-1952); obecnie w budynku z 1875 (proj. A. Weber) przy ul. Ostożenka 53/2 (ул. Остоженка 53/2), wybudowanego dla b. Liceum Katkowskiego (Катковский лицей), od 1893 Liceum Imperatorskiego Cesarzewicza Mikołaja (Императорский лицей Цесаревича Николая), od 1918 Ludowego Komisariatu Oświaty (Народный комитет просвещения), następnie jednego z obiektów Instytutu Stosunków Międzynarodowych (Институт международных отношений).